# Flaga Budzynia
Flaga Budzynia – jeden z trzech urzędowych symboli miasta i gminy Budzyń w postaci flagi.

## Blazon
Flagę stanowi płat dwudzielny w słup, z czego pas czołowy i skrajny biały, a środkowy czerwony, na którym umieszczone centralnie godło gminy.

## Opis
Flagą gminy Budzyń jest płat o proporcjach 5:8 podzielony na 3 pionowe pasy w barwach odzwierciedlających tynkturę herbu. Porządek podziału płata składa się z pasa czołowego (od drzewca) i skrajnego oraz pasa środkowego. Pasom skrajnym przyporządkowana została barwa biała, a pasowi środkowemu barwa czerwona. Na pasie środkowym osadzone jest godło gminy.

## Ustanowienie
Flaga została ustanowiona przez Radę Miasta i Gminy w Budzyniu 10 lutego 2021 roku.

## Informacje
Wzór flagi wykonany został w roku 2020 przez Aleksandra Bąka, specjalistę projektowania grafiki użytkowej oraz heraldyki samorządowej, wraz z pozostałymi symbolami gminy Budzyń. Umieszczony na fladze wizerunek heraldyczny stanowi odtworzenie historycznego przedstawienia godła Budzynia, zachowanego na lakowym odcisku pieczęci miejskiej z XVIII wieku. Jest ono zgodne z treścią przywileju lokacyjnego, wystawionego przez króla Władysława IV Wazę 20 lipca 1641 roku.